# Kota Baroe (schip, 1929)
De Kota Baroe was een vrachtschip van de Koninklijke Rotterdamsche Lloyd (KRL). Het motorschip werd in 1929 gebouwd bij werf De Schelde in Vlissingen. In 1942 werd het verkocht aan het Amerikaanse War Shipping Administration en omgebouwd tot troepentransportschip. Tot maart 1942 voer het als zogenaamd vrij schip met vracht in de Pacific. In 1946 werd het overgedragen aan de Nederlandse regering. Twee jaar later kwam het schip terug bij de Rotterdamse Lloyd die het herbouwde naar de vooroorlogse situatie. De Kota Baroe voer toen op Nederlands-Indië. Naar Indië konden 1800 militairen worden meegenomen. Op de terugreis was er plaats voor 1000 repatrianten. 
In 1957 werd het schip in Hongkong gesloopt.

## Naam
De naam Kota Baroe komt van de gelijknamige woonwijk van Jogjakarta aan de oostzijde van de rivier Kali Tjode en noordelijk van de spoorlijn. In deze wijk was een met prikkeldraad omgeven kamp dat ook werd aangeduid met de naam Opak-Progo: de Opak-weg en de Progo-weg waren zijstraten van de noord-zuid lopende Mataram-boulevard in Kota Baroe. 